# Expédition de Larbaâ (1837)
Pour les articles homonymes, voir Expédition de Larbaâ.
Conquête de l'Algérie par la France
L’expédition de Larbaâ de 1837, durant la conquête de l'Algérie par la France oppose, en février 1837, les troupes françaises commandées par le colonel Schauenburg aux troupes de Larbaâ dans la Mitidja.

## Préambule
En hiver de 1837, une expédition militaire a été diligentée pour la prise de Larbaâ.

## L'expédition
Lors de la conquête de l'Algérie par la France, le colonel Maximilien Joseph Schauenburg a dirigé le 1er régiment de chasseurs d'Afrique dans une expédition de reconnaissance vers Larbaa Béni Moussa, du 23 au 26 février 1837.
Il s'est alors trouvé à un combat livré avec les résistants de la Mitidja le 24 février 1837.
Cette expédition avait précédé la signature du Traité de la Tafna le 30 mai 1837.